# Rượu trắng

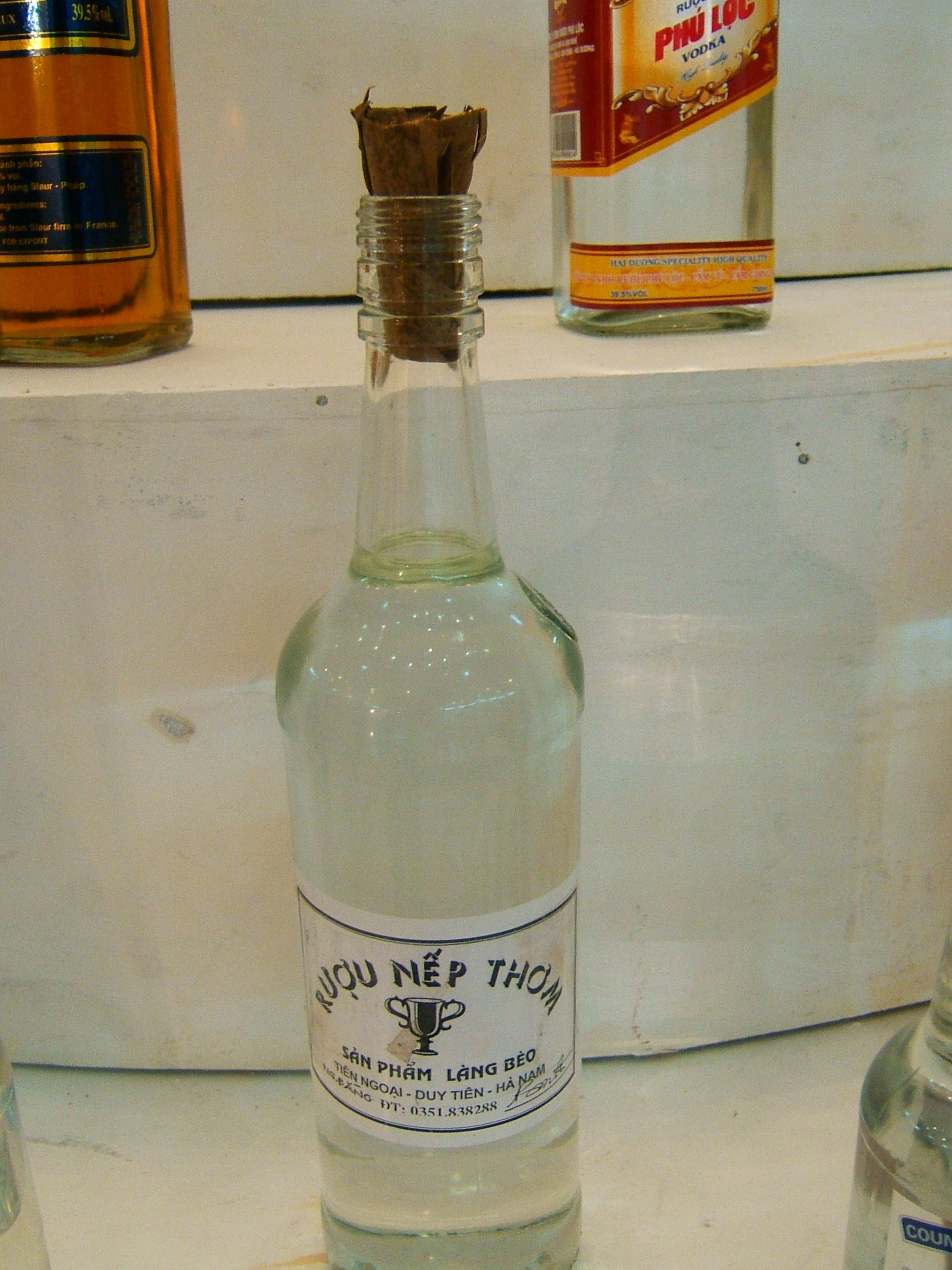
Một chai rượu đế nấu bằng nếp thơm nút lá chuối có gán nhãn, tuy trong thực tế rượu đế thường chứa đựng trong chai không nhãn mác

Rượu trắng, rượu đế, rượu ngang, rượu gạo, rượu chưng, rượu cuốc lủi hay rượu quốc lủi đều là cách gọi của loại rượu chưng cất từ ngũ cốc lên men được làm một cách thủ công trong dân gian, rất thịnh hành trong ẩm thực Việt Nam.

### Tên gọi trong dân gian

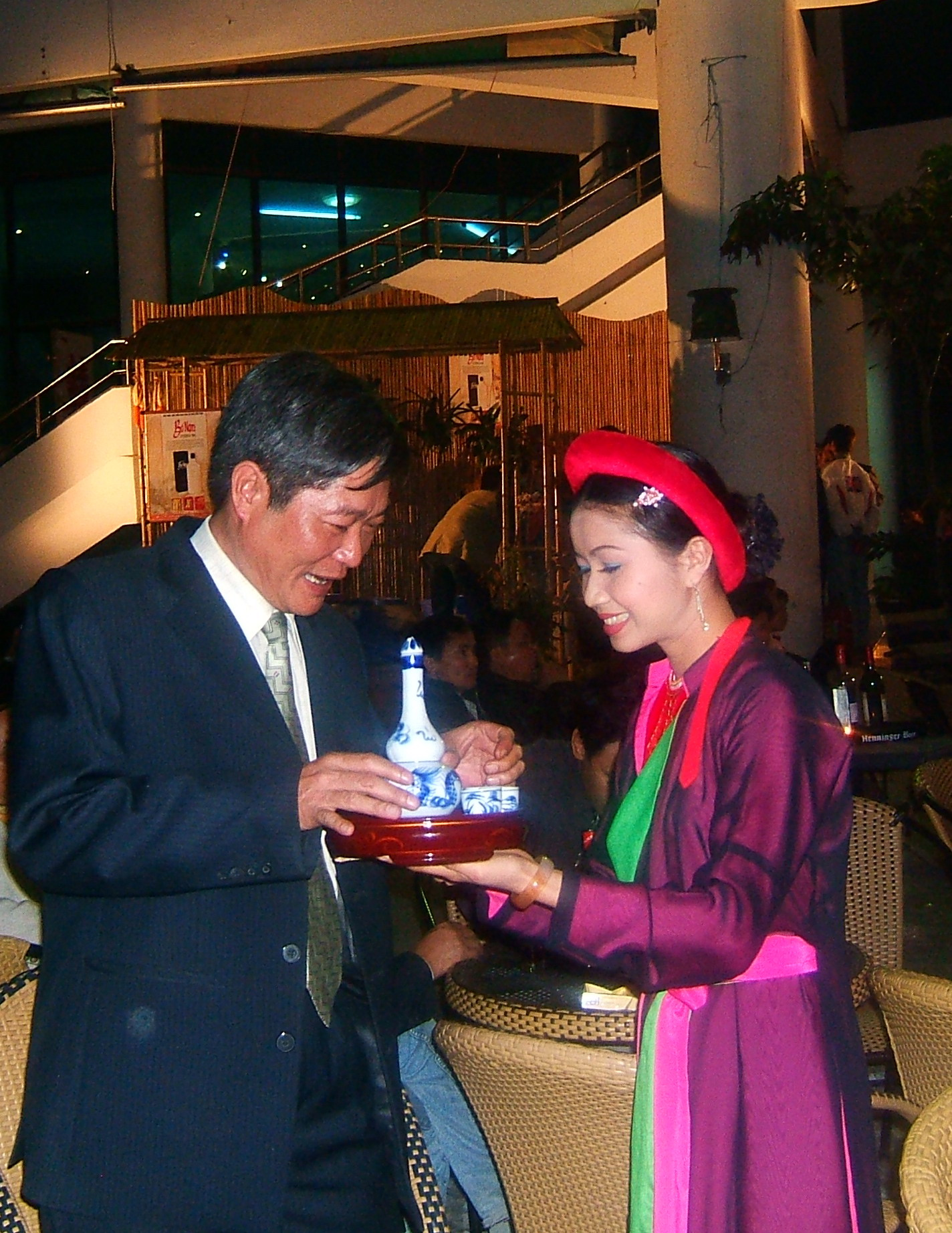
Vô tửu bất thành lễ

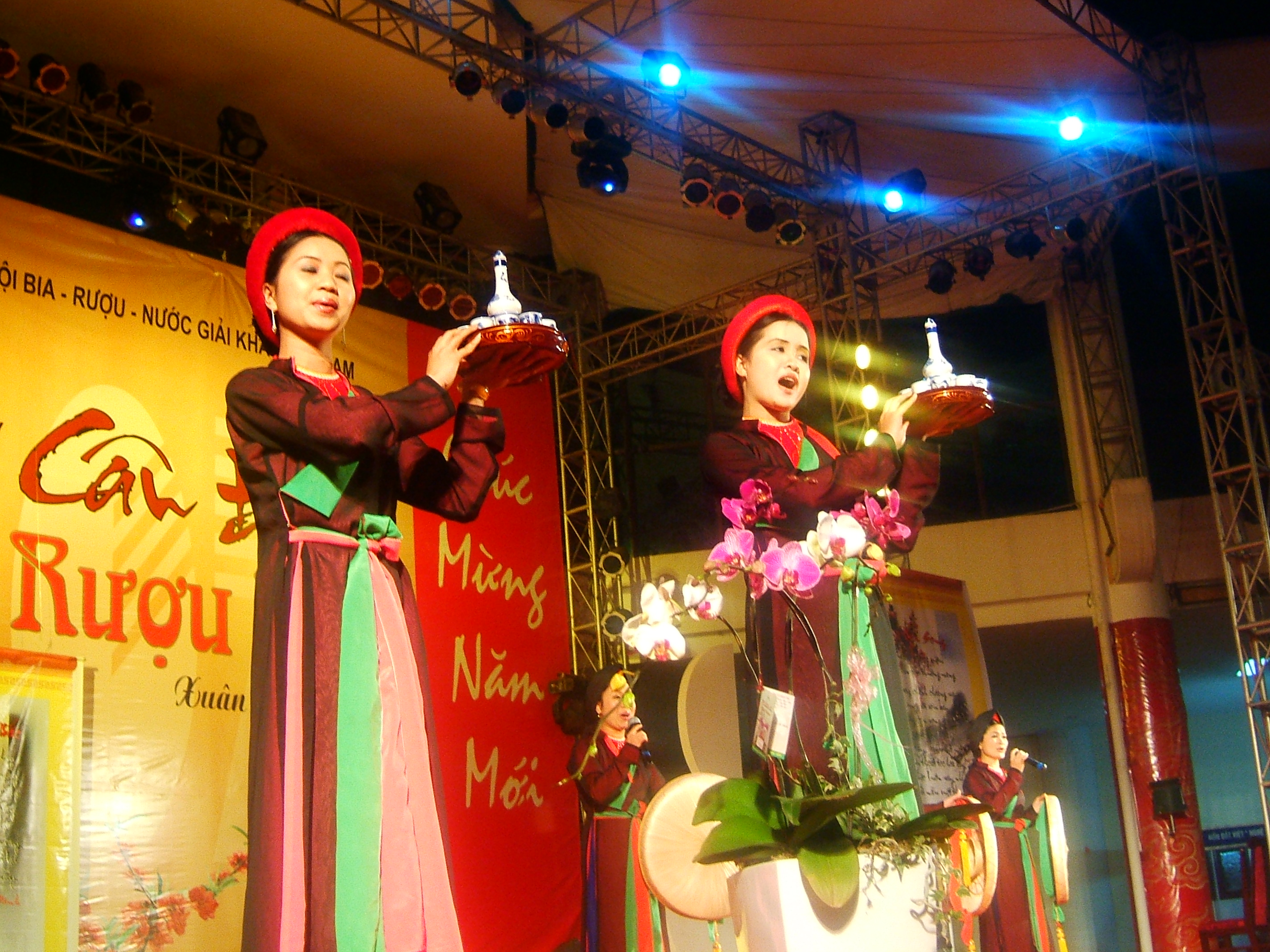
Ca tửu

## Nguyên liệu làm rượu

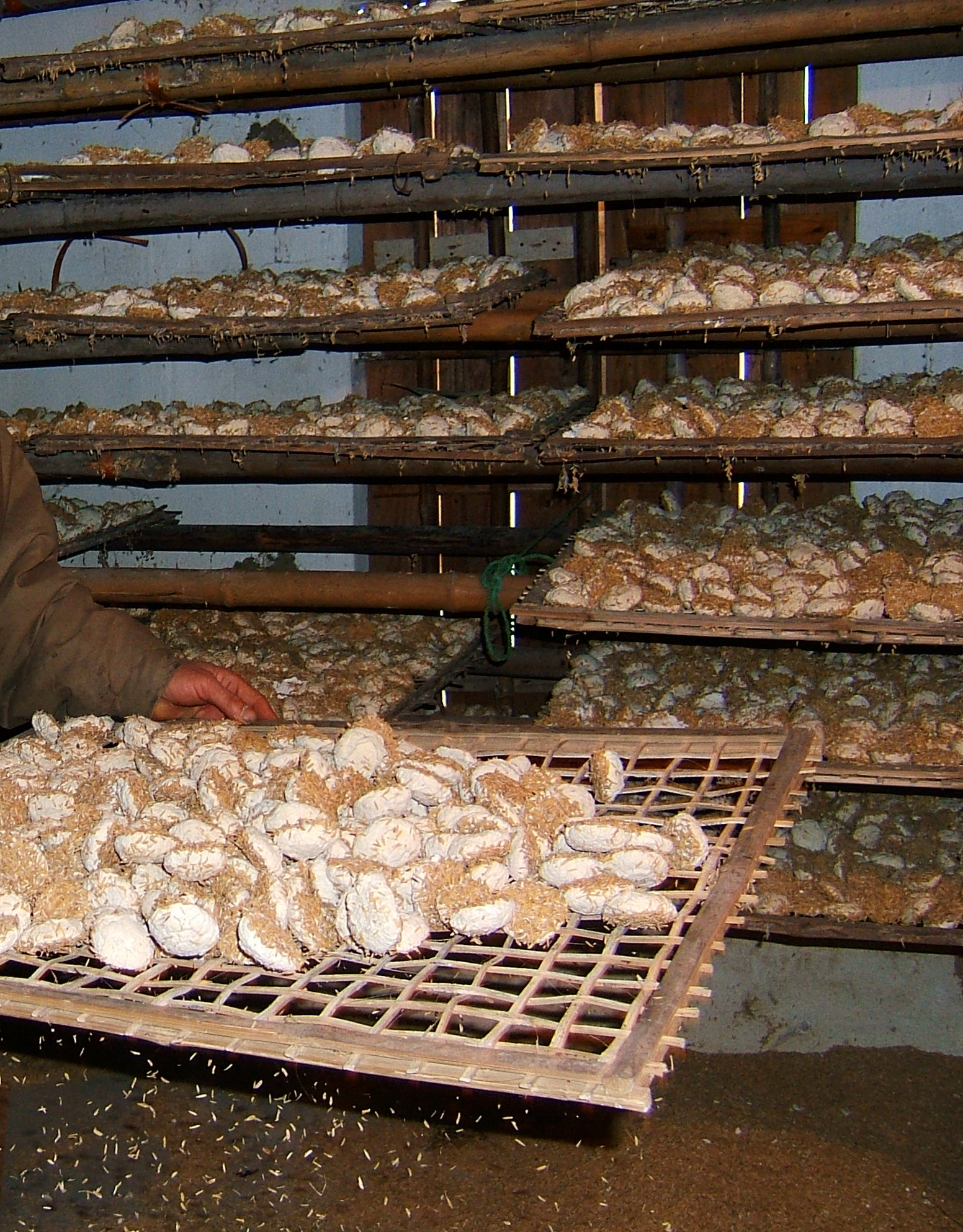
Men rượu

## Quy trình thực hiện

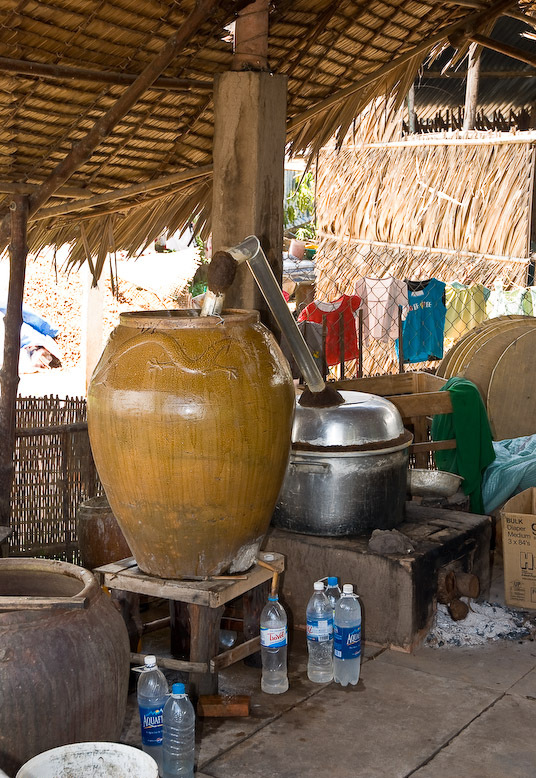
Chưng cất rượu đế ở miền Tây
Nấu rượu tại Nam Định xưa
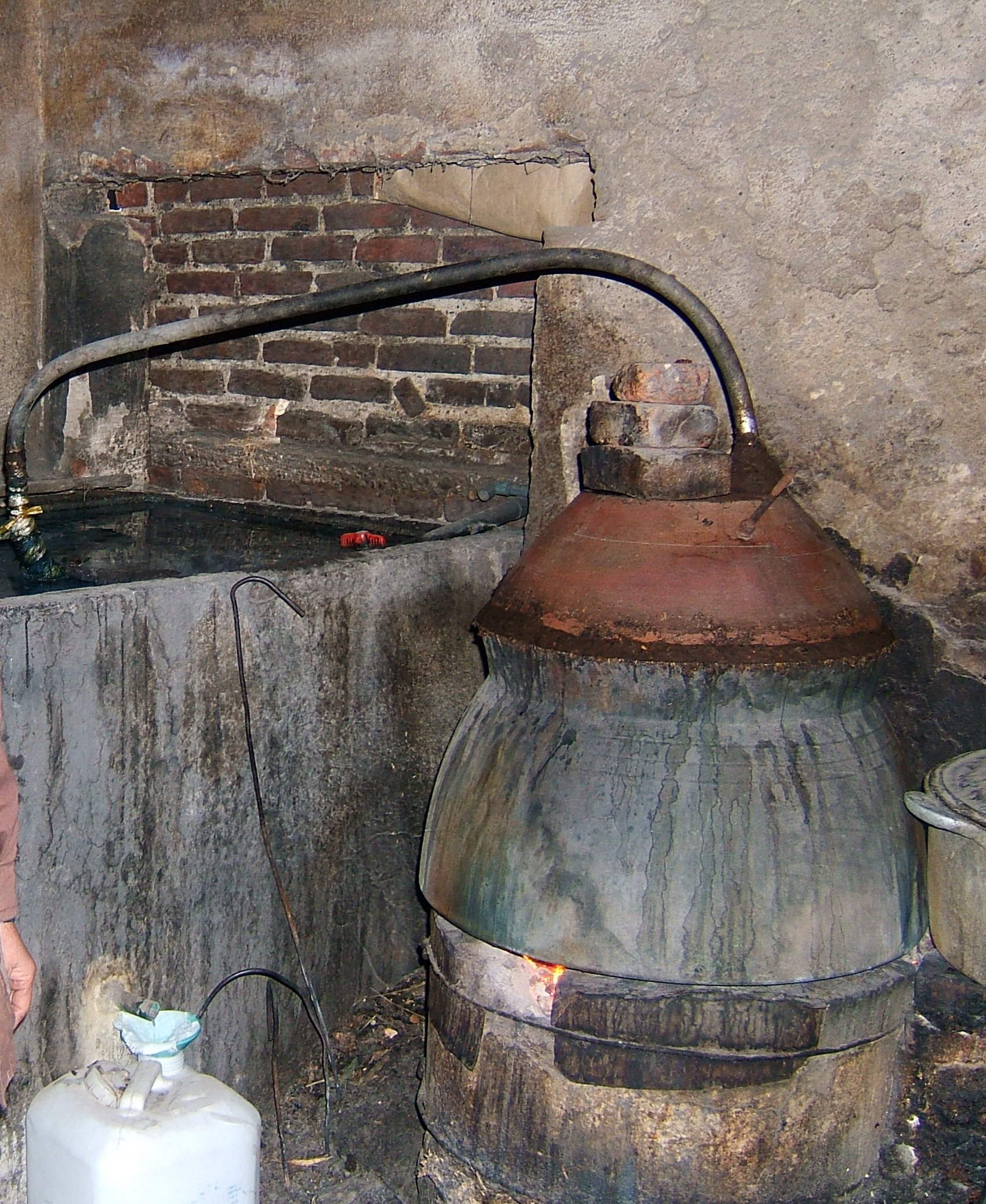
Một nồi (kháp) chưng cất rượu đế
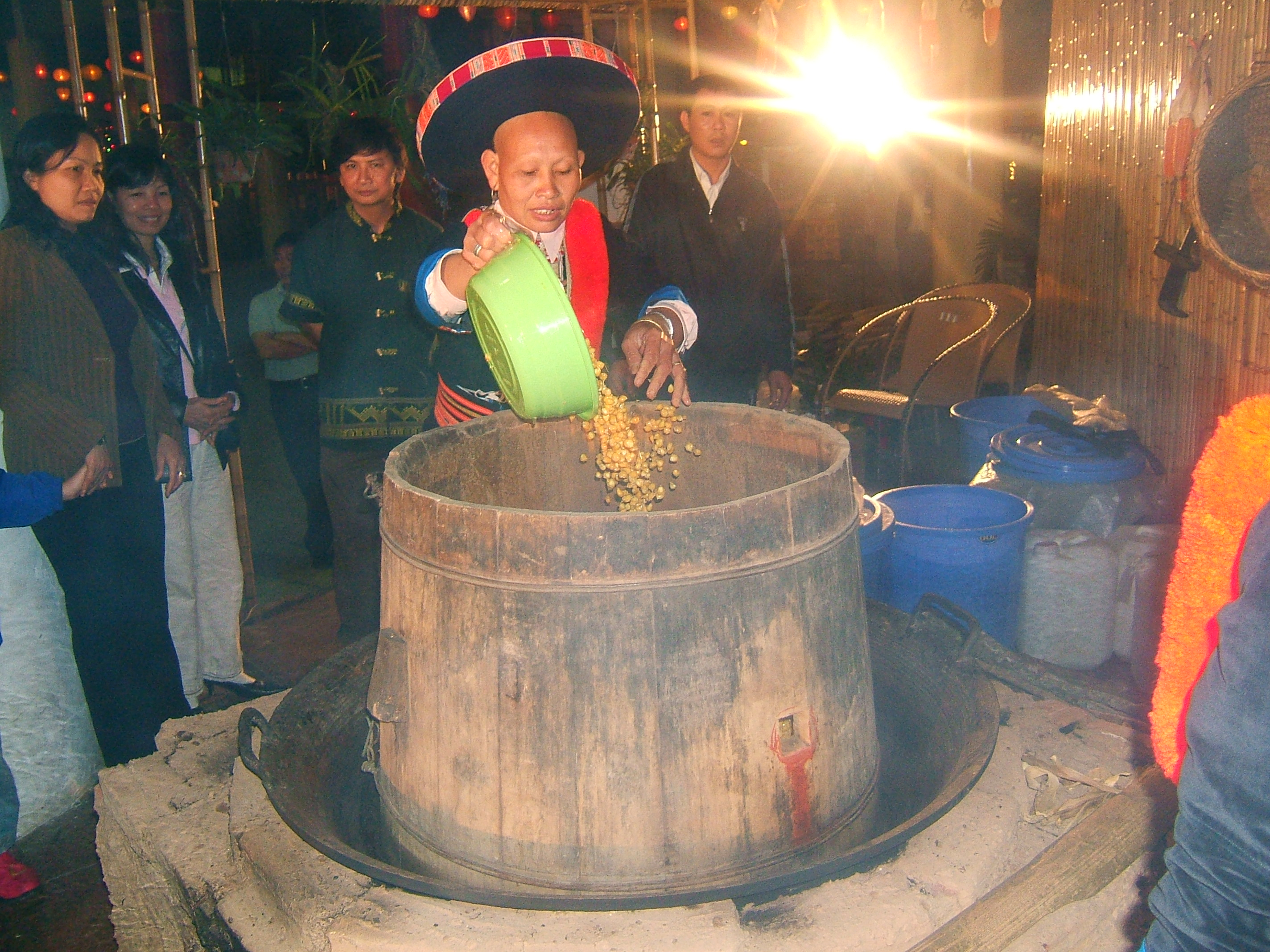
Chưng cất rượu ngô theo phương pháp cổ truyền của dân tộc thiểu số

## Một số loại rượu trắng nổi tiếng

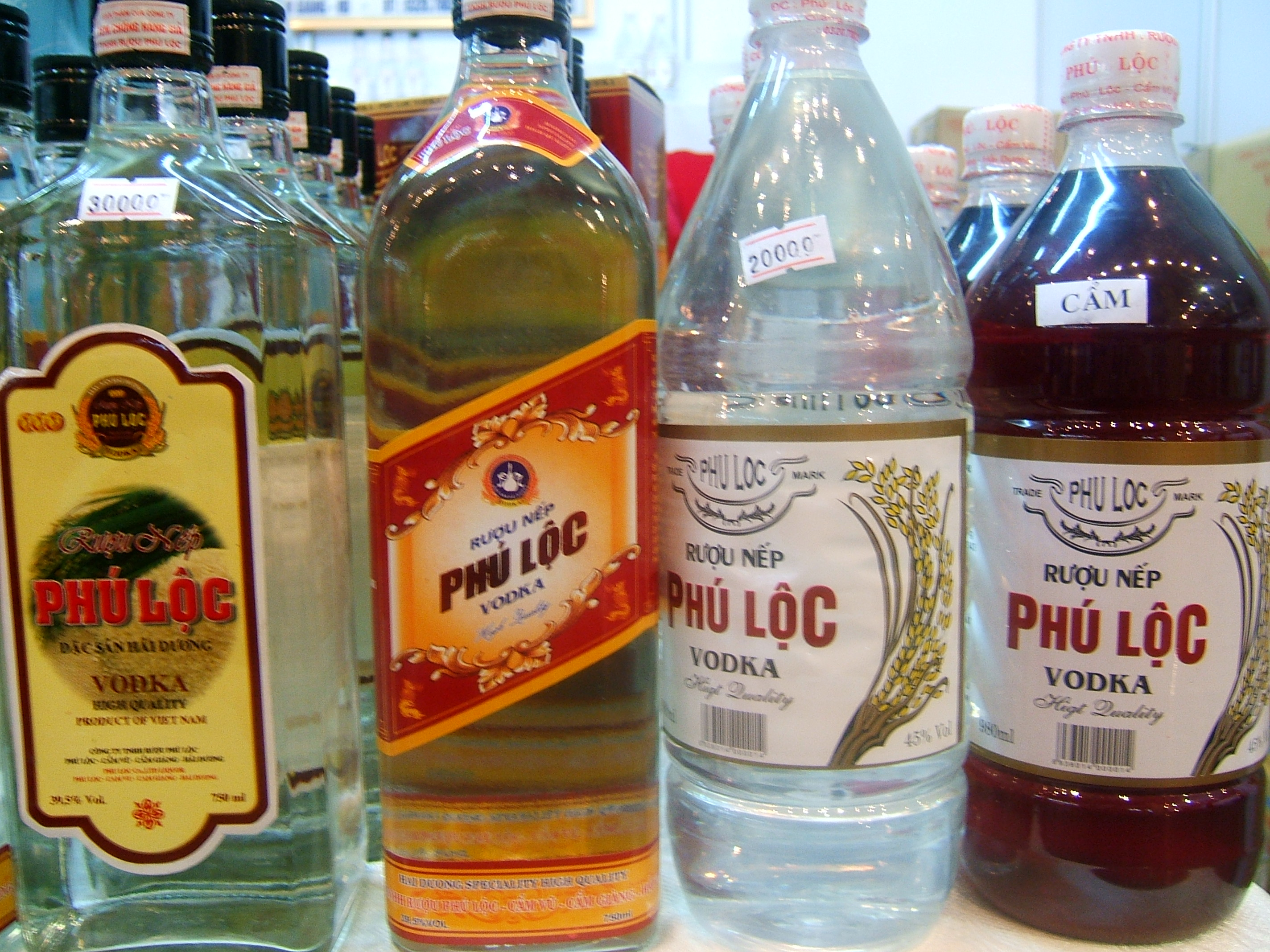
Những loại rượu nếp Phú Lộc trong một hội chợ giới thiệu sản phẩm

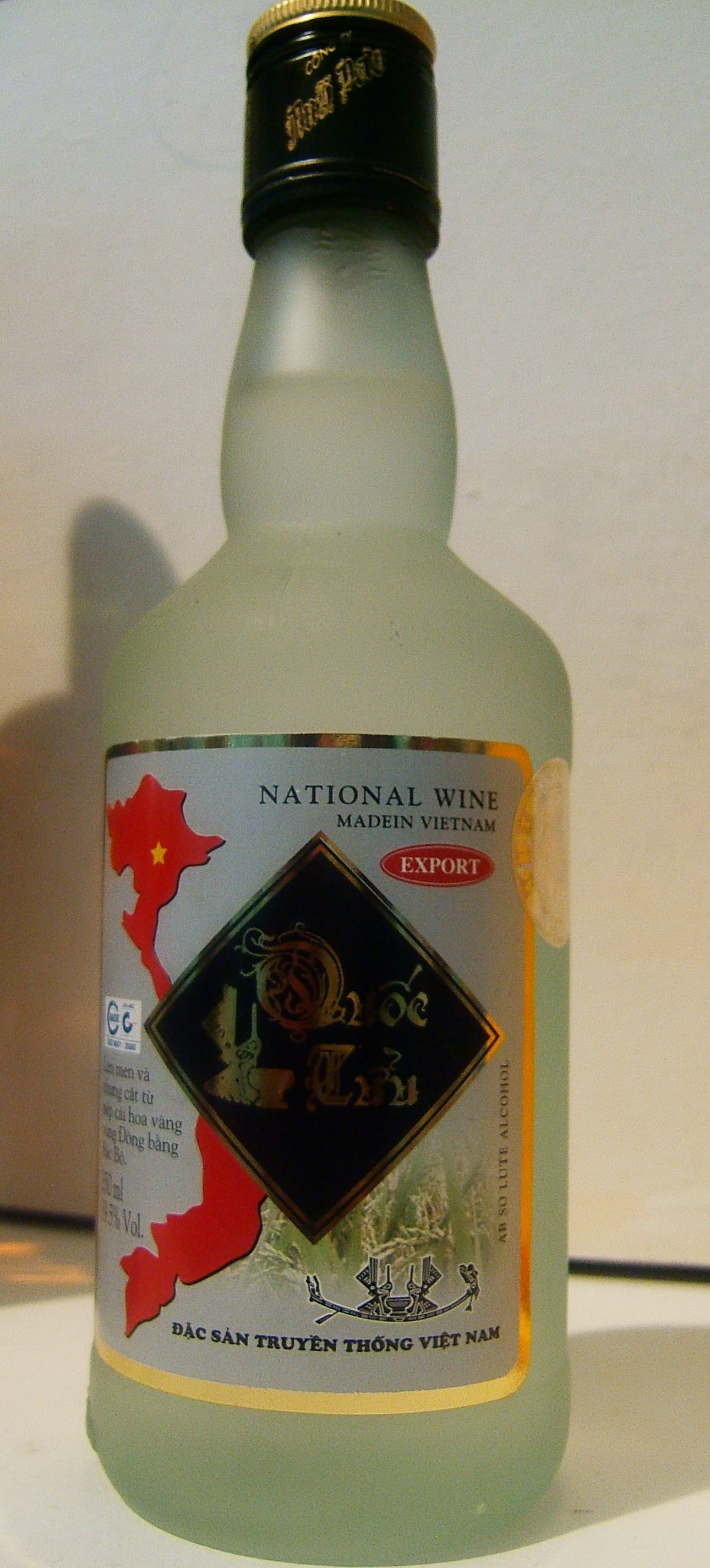
Một loại rượu nấu từ nếp cái hoa vàng được gán nhãn quốc tửu Việt Nam, tuy quốc tửu với ý nghĩa đích thực của khái niệm chưa được công nhận rộng rãi trong cả nước

## Một số vấn đề khác

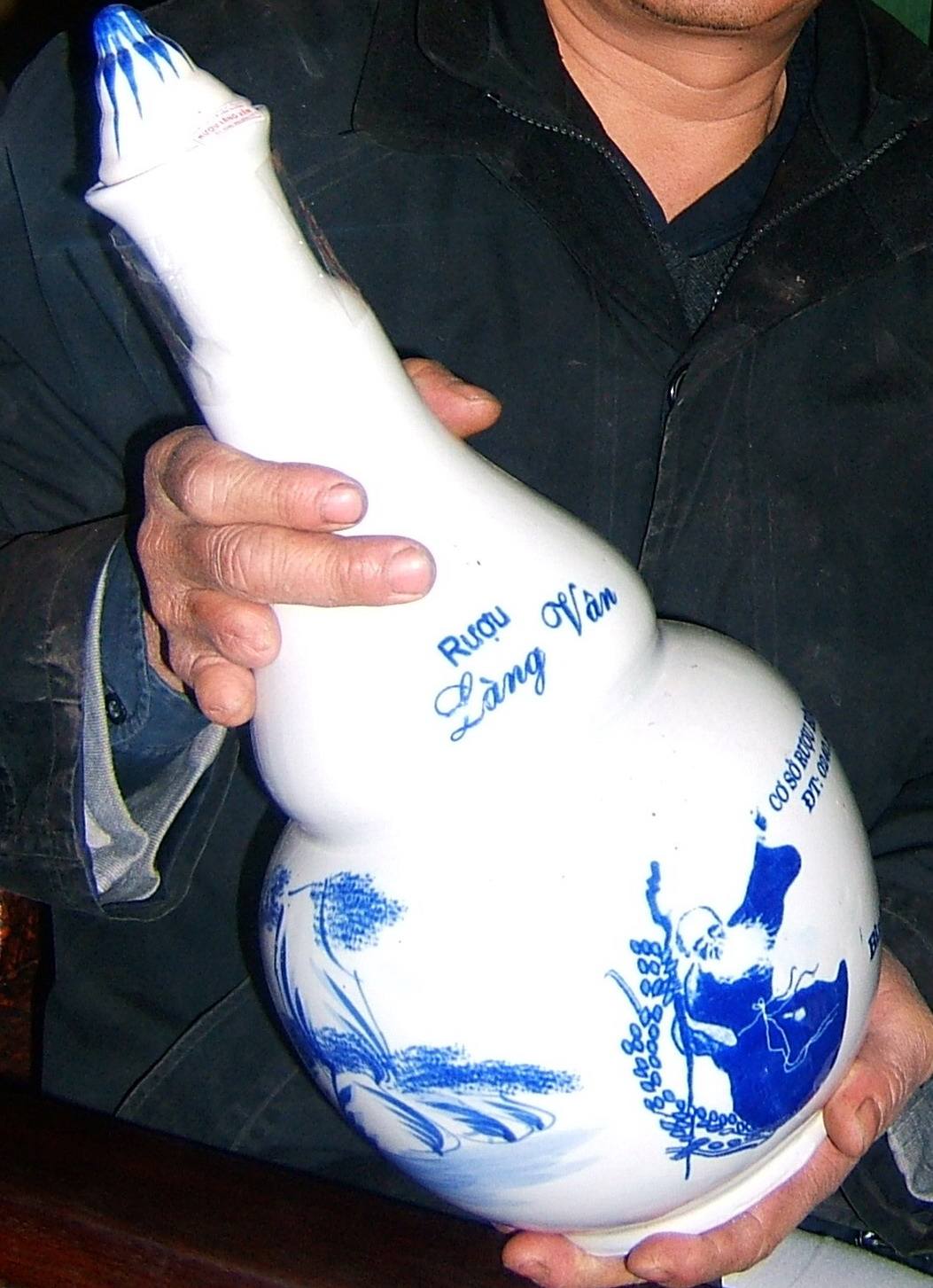
Rượu làng Vân đựng trong bầu nậm

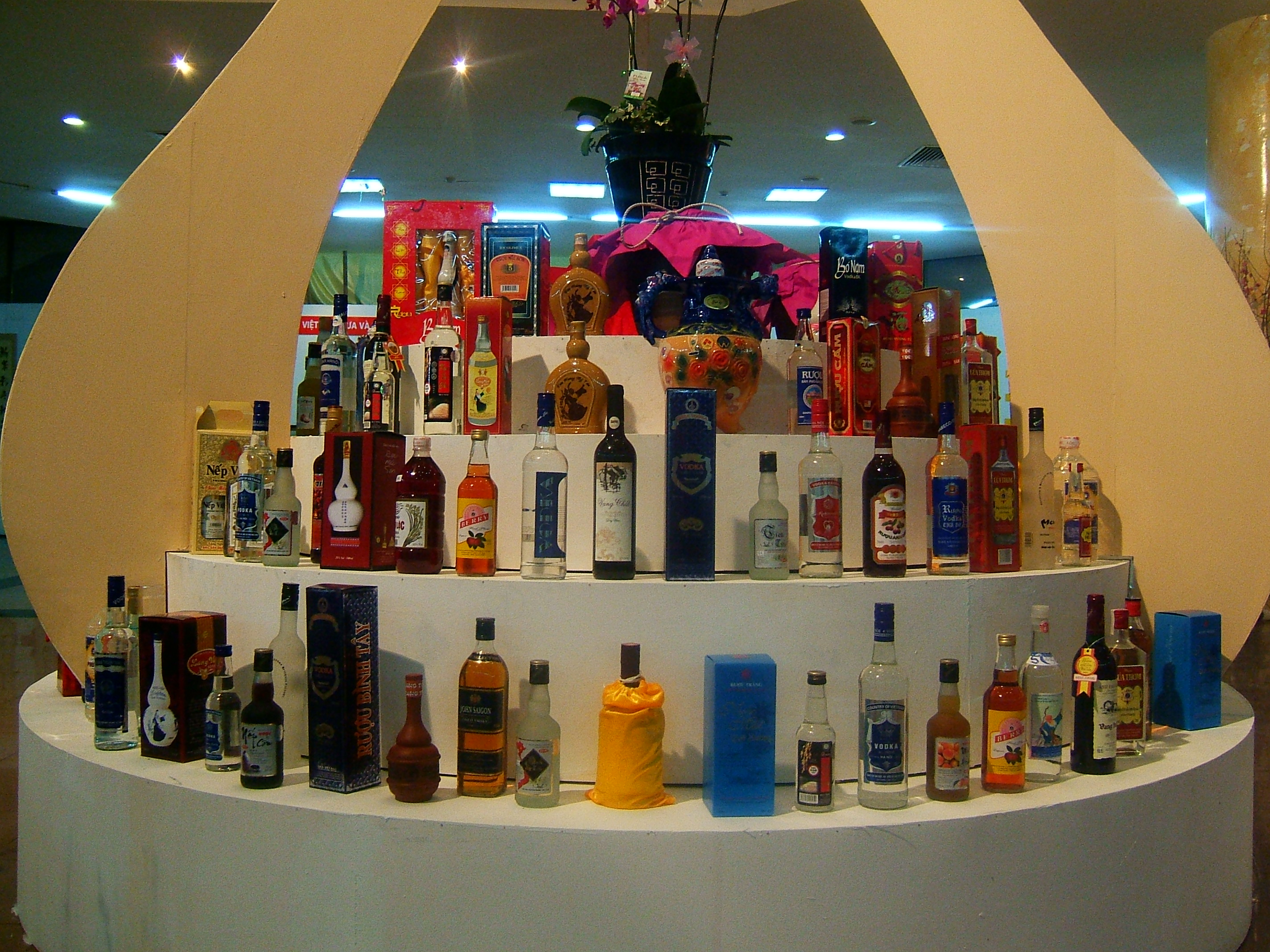
Bên cạnh những sản phẩm công nghiệp, nhiều loại rượu chưng thủ công Việt Nam đã đăng ký nhãn hiệu, được sản xuất và tiêu dùng đại trà trong cả nước

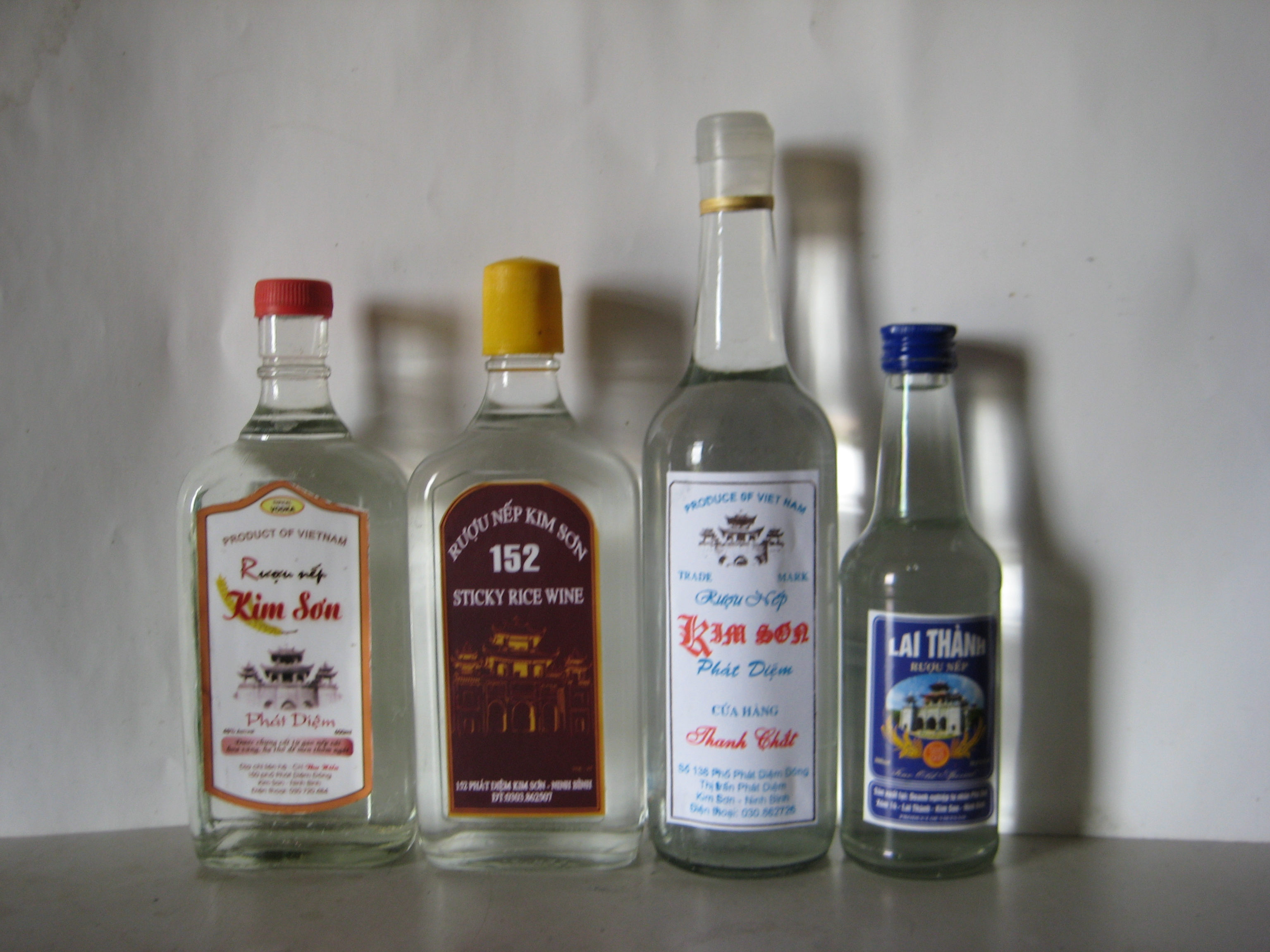
Một số thương hiệu rượu Kim Sơn